# Чекмарёв, Сергей Иванович
Серге́й Ива́нович Чекмарёв (31 декабря 1909, Москва — 11 мая 1933, Сулейманово, Башкирская АССР) — советский поэт.

## Биография
Родился в Москве в семье зубного техника. После окончания средней школы в 1926 году поступал в Московское высшее техническое училище, но, сдав все экзамены, не был принят из-за непролетарского происхождения. В итоге лишь в 1929 году поступил в Воронежский сельскохозяйственный институт на животноводческий факультет. Вступил в комсомол, во время летней практики агитировал крестьян вступать в колхоз, в итоге смог продолжить обучение в Московском мясомолочном институте на ветеринарного врача, который окончил в 1932 году. Был направлен на работу старшим зоотехником Таналыкского совхоза Хайбуллинского района в Башкирию. В ноябре 1932 года не пройдя в Красную армию по зрению, был направлен  старшим зоотехником в совхоз «Иняк» Зианчуринского района. Жил в деревне Ибраево.
11 мая 1933 года Сергей Чекмарёв на бричке уехал на ферму в Чебеньки. Около деревни Ала-Байтал (ныне — Сулейманово) его мёртвым вытащили из реки Большая Сурень. До сих пор неизвестно, была ли это трагическая случайность или убийство.
Стихи Чекмарёва были впервые опубликованы в 1956 году в журнале «Новый мир». В 1957 году вышла книга «Стихи, письма, дневники» с предисловием М. К. Луконина, на которую, в частности, откликнулся рецензией в «Литературной газете» Е. А. Евтушенко. Составитель книги Светлана Ильичёва в 1968 году опубликовала отдельным изданием биографический очерк о Сергее Чекмарёве. В 1963 году башкирский писатель и драматург А. А. Абдуллин написал пьесу «Не забывай меня, солнце!», посвящённую жизни поэта Сергея Чекмарёва. Пьеса была поставлена во многих театрах СССР (в частности, около 10-ти лет она шла на сцене Казахского ГАТД имени М. О. Ауэзова), дважды издавалась на башкирском языке в Уфе и дважды на русском языке в Москве.

## Премии
- премия Ленинского комсомола (в 1975 году — посмертно[3], по другим данным в 1976 году) — за произведения, воспитывающие подрастающее поколение в духе высокой гражданственности и любви к Родине[2].

## Память
В Республике Башкортостан имя Сергея Чекмарёва увековечено в разных населённых пунктах:
- Именем Чекмарёва 27 января 1961 года названа улица в Уфе [6].
- В районном центре Исянгулово ему установлен памятник в парке, названном его именем. Открытие памятника прошло 3 ноября 1961 года [6].
- Улица Чекмарёва в городе Салават.
- Улица Чекмарёва в г. Баймак.
- Бюст в центре села Подольск (Хайбуллинский район), автор — ленинградский скульптор Николаев[5].

В городе Рудном (Казахстан) есть улица Чекмарёва.
В память о пребывании поэта на вокзале города Карталы в 1979 году снаружи здания установлена мемориальная доска. Автор — художник А. Атаманов.

### Фильм
В 1972 году киностудией «Мосфильм» снят художественный фильм «Нам некогда ждать», посвященный Сергею Чекмарёву и основанный на его биографии.

## Издания
- С. Чекмарев. Стихи, письма,дневники. - М., Молодая гвардия, 1957 - 184 с.; 30000 экз.
- С. Чекмарев. Стихи, письма,дневники. - М., Молодая гвардия, 1959 - 184 с.; 45000 экз.
- С. Чекмарев. Избранная лирика. - М., Молодая гвардия, 1964 - 32 с.
- С. Чекмарев. Стихи, письма, дневники. [Предисловие и состав. С. Ильичёвой.] — М.: Детская литература, 1964 — 160 с.; 50000 экз. (Школьная библиотека. Для средней школы)
- С. Чекмарев. Стихи, письма,дневники. - М., Советская Россия, 1968 - 256с.; 100000 экз.
- С. Чекмарев. Стихи. - Челябинск, ЮУКИ, 1969 - 52 с.
- С. Чекмарев. Была весна... - М., Молодая гвардия, 1978 - 272 с.; 200000 экз.
- С. Чекмарев. Уральская весна. - Уфа, 1979 - 176 с.
- С. Чекмарев. Штурмовой квартал. - Челябинск, ЮУКИ, 1980 - 104 с.; 5000 экз.
- С. Чекмарев. Стихи, письма, дневники. - Свердловск, 1982 - 208 с.